# Юлія Корнелія Павла
Юлія Корнелія Павла або Юлія Павла (*Julia Cornelia Paula, д/н —після 220) — дружина римського імператора Геліогабала.

## Життєпис
Походила з роду Корнеліїв з Сирії. Донька Юлія Корнелія Павла, ймовірна родича Юлії Домни, дружини імператора Септимія Севера. Здобула гарну освіту. Також відрізнялася красою. У 219 році Юлія Меза, бабка імператора Геліогабала, влаштувала весілля останнього з Юлією Павлою. Тоді ж вона отримала титул Августи. Її монети стали карбувати у Римі, Антіохії, Олександрії Єгипетській.
По прибутю до Риму Геліогабал поступово охолов до дружини. У 220 році він з нею розлучився. Офіційним приводом стало те, що Геліогабал виявив на тілі Павли відмітину (це вважалося поганим знаком). За одними відомостями імператор залишив її почесті та подарунки, за іншими — відняв уся відразу. Юлію Павлу було позбавлено титулу Августи. Про подальшу її долю немає відомостей.